# 美留和車站

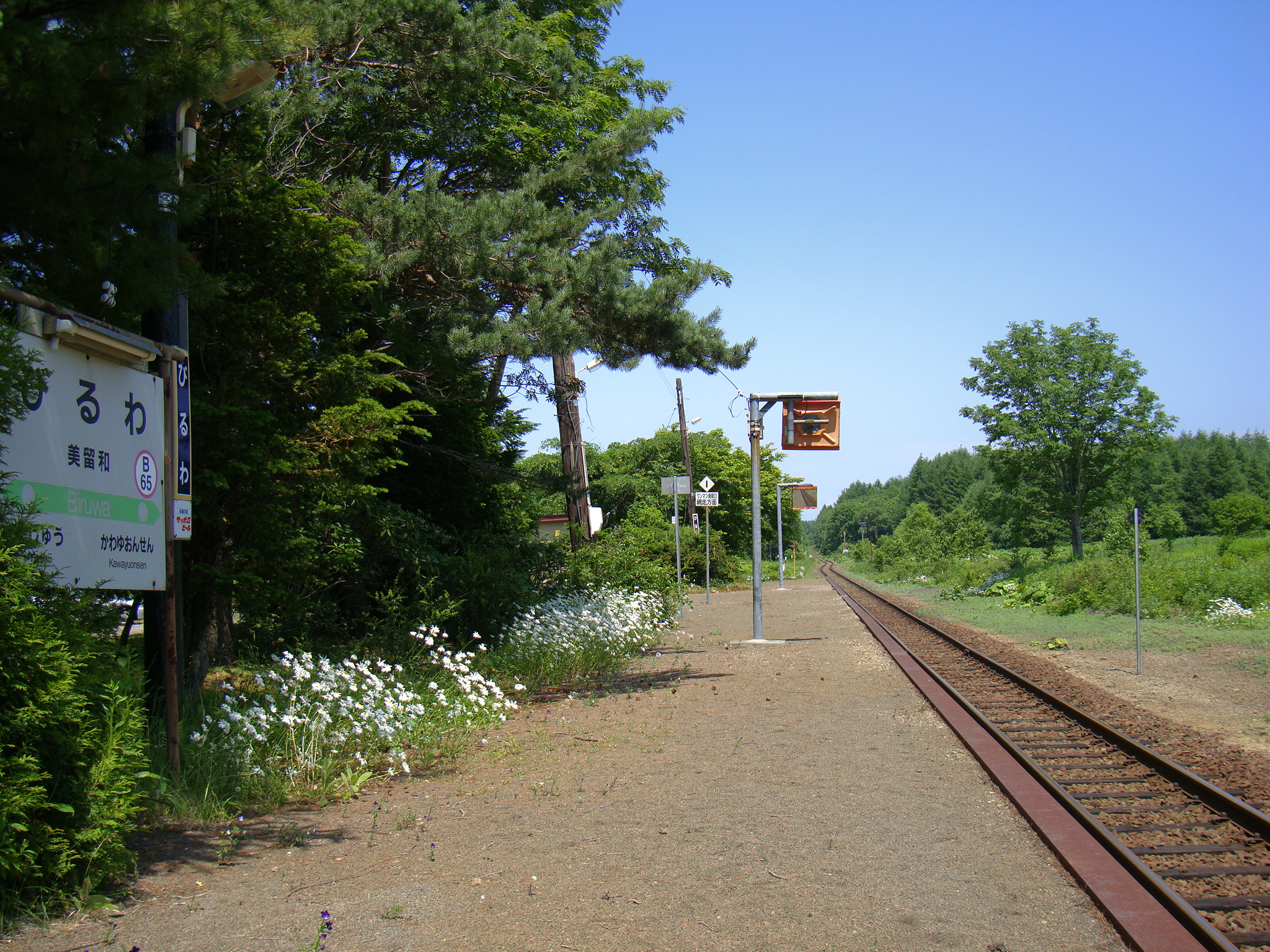
車站月台

美留和車站（日语：／ Biruwa eki */?）是一由北海道旅客鐵道（JR北海道）所經營的鐵路車站，位於日本北海道川上郡弟子屈町境內，是釧網本線沿線的一個無人車站。隸屬JR北海道釧路支社管轄範圍。
美留和車站的名稱源自附近稱為「美留和山」的小山，在愛奴語中被稱為「per-ke-nupuri/」，意指「裂開的岩山」，而從這座山上流下的小河川被稱為「per-ke-iwa-nay/」，在發音經過改變並漢字化之後就成為「美留和」這個地名。

## 歷史
- 1930年（昭和5年）8月20日 - 以國有鐵道車站開始營業，為一般車站。
- 1979年（昭和54年）7月15日 - 廢除貨運處理。
- 1984年（昭和59年）
  - 2月1日 - 廢除行李處理。
  - 3月1日 - 車站簡易委託化。
- 1987年（昭和62年）4月1日 - 國鐵分割民營化後，由JR北海道繼承。
- 1992年（平成4年）4月1日 - 廢除簡易委託，車站完全無人化。

## 車站周邊
- 美留和郵政局（併設日本郵政釧路支店美番和配送據點）
- 阿寒巴士「美留和」車站

## 相鄰車站
北海道旅客鐵道（JR北海道）
■釧網本線
快速「知床」、普通
川湯溫泉（B66）－美留和（B65）－摩周（B64）

## 外部連結
- （日語）JR北海道 – 美留和車站 （页面存档备份，存于）
- （日語）全驛參觀之旅 （页面存档备份，存于）